# ولي بيغلو
ولي بيغلو (بالإنجليزية: Vali Beyglu)‏ هي قرية تقع في أردبيل في إيران. يقدر عدد سكانها بـ 224 نسمة بحسب إحصاء 2016.